# Nova Greece
Nova Telecommunications S.A. (precedentemente Forthnet S.A.) è una società di telecomunicazioni greca, che offre una piattaforma televisiva satellitare a pagamento. Posseduta da United Group B.V., è, sin dal suo lancio, l'unico servizio televisivo a pagamento presente in Grecia. Conta attualmente circa 350.000 sottoscrittori.
Nova offre ai sottoscrittori greci e ciprioti una serie di canali, che spaziano dall'intrattenimento al cinema, dallo sport ai programmi per bambini e ragazzi, oltre ai canali TV e radio più importanti in onda in Grecia. I programmi non prodotti in Grecia sono offerti in lingua originale, con sottotitoli in greco; inoltre, sono forniti servizi interattivi (come meteo e giochi), usufruibili solo con il ricevitore fornito dalla pay TV.
Nel 2023 ha incorporato la società di telecomunicazioni Wind Hellas, dalla quale ha ereditato, attraverso il proprio marchio, tutti i servizi di telefonia precedentemente offerti dall'azienda incorporata.

## Ricezione
Nova è ricevibile in Grecia e a Cipro via satellite, su Hotbird a 13° Est; inoltre, in Grecia, i sottoscrittori del servizio di IPTV On Telecoms possono vedere la paytv direttamente dal ricevitore usato per il servizio di IPTV.

### Dettagli tecnici
Le trasmissioni via satellite coprono tutta l'Europa, il Nord Africa e parte dell'Asia; sono codificate in Irdeto e trasmesse secondo lo standard MPEG-2. Le trasmissioni possono essere ricevute su un qualsiasi ricevitore satellitare digitale, e decodificate da tutti i ricevitori Common Interface muniti di modulo di accesso condizionato (CAM) Irdeto o dai ricevitori dotati di lettore di smart card che leggono la codifica Irdeto, oltre ai ricevitori ufficiali di Nova. È stato varato anche un servizio di PVR, usufruibile però solo con i ricevitori ufficiali Nova (non è noto se ricevitori dotati di hard disk possano registrare programmi della paytv leggendo i diritti d'abbonamento o se la smart card impedisce la registrazione dei programmi da essa decodificati).
Le trasmissioni ricevute via IPTV sono pagate a parte rispetto a quelle offerte da On Telecoms.
I pacchetti e le offerte sottoscrivibili in Grecia e a Cipro sono diversi, anche perché alcuni canali vengono trasmessi in versioni differenti (specie quelli pornografici) a seconda del paese cui sono destinati.
I ricevitori offerti da Nova sono della marca Panasat, più precisamente i modelli 642, 700, 720i e 900.

### Canali offerti

#### Ragazzi
- Disney XD
- Disney Channel
- Boomerang
- Cartoon Network

#### Documentari
- Animal Planet
- Discovery Channel
- National Geographic Channel
- History
- Travel Channel

#### Intrattenimento
- E!
- Fashion TV (Canale in chiaro)
- TV5 Monde (Canale in chiaro)
- World Fashion Channel (Canale in chiaro)

#### Cinema
- Nova Cinema 1, 2, 3, 4, HD
- MGM
- Fox Life Grecia
- Fox Grecia

#### Musica
- MAD TV
- MAD Greekz
- MTV Grecia
- VH1 Europe
- Mezzo

#### Notiziari
- Al Jazeera English (Canale in chiaro)
- BBC World News (Canale in chiaro)
- CNN International Europe
- EuroNews (Canale in chiaro)
- Bloomberg Television (Canale in chiaro)
- France 24 (Canale in chiaro)
- Russia Today (Canale in chiaro)

#### Sport
- Nova Sports 1, 2, 3, 4, 5, 6, 7
- Motors Tv
- Eurosport
- Eurosport 2

#### Altri
- Arirang TV (Canale in chiaro)
- CCTV-9 (Canale in chiaro)

#### Canali terrestri greci
- Alpha TV
- Alter Channel
- ANT1
- ET 1
- NET
- ET 3
- Mega Channel
- Macedonia TV
- Star Channel
- Skai TV
- Vouli TV

#### Canali interattivi
- Mad Music Seasonal
- Mad Music My Rock
- Mad Music Hits GR
- Mad Music Greek Classics
- Mad Music Rebetica - Laika

#### Canali per adulti (sottoscrizione opzionale)
- Private Spice
- Playboy TV

## Critiche
Le critiche principali sono riferite ai prezzi alti dei pacchetti, all'esiguità dell'offerta rispetto ad altre pay TV straniere e alla qualità video che non corrisponde agli standard tipici delle TV a pagamento (c'è chi accusa la stessa Nova di degradare volontariamente  alcuni segnali, specie di quelli delle tv terrestri).